# Загорна (Шолданештський район)
Загорна (рум. Zahorna) — село у Шолданештському районі Молдови. Входить до складу комуни, адміністративним центром якої є село Добруша.

## Населення
За даними перепису населення 2004 року у селі проживали 357 осіб.
Національний склад населення села:
| Національність   | Кількість осіб | Відсоток   |
| ---------------- | -------------- | ---------- |
| молдавани румуни | 343 8          | 96,1% 2,2% |
| українці         | 3              | 0,8%       |
| росіяни          | 3              | 0,8%       |
| Всього           | 357            | 100%       |